# Harnois
Pour les articles homonymes, voir Harnois (homonymie).

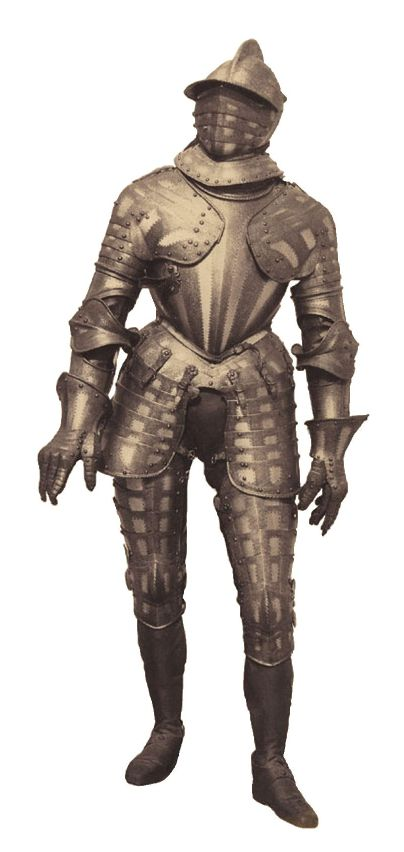
Un harnois.

Le harnois est l'armure du chevalier par excellence [pas clair].
Techniquement la plus performante des armures médievales [réf. nécessaire], le harnois correspond à ce qu'évoque spontanément la figure du chevalier à cheval et, est donc une armure équestre.

## Caractéristiques
Contrairement à une idée reçue[réf. nécessaire] — provenant entre autres du fait que, durant longtemps, les armures étudiées étaient des armures d'apparat —, une armure de plaques en général et un harnois plain en particulier s'avéraient moins difficiles à porter qu'une cotte, voire un haubert de mailles, en raison de la meilleure répartition de la masse pourtant supérieure.
Ainsi, bien que ce type d'armure pèse environ 20 kg ou plus (par comparaison, c'est environ la masse d'une combinaison de pompier tandis qu'une armure japonaise de type Tosei Gusoku ne pèse que 10 à 13 kg environ), un chevalier pouvait ainsi vêtu courir (mais pas sprinter), combattre, effectuer des prises de lutte au sol, prestement monter à cheval ou se relever s'il tombait - du moment que la douleur d'une blessure ne l'immobilisait pas au sol. Un effort physique continu (tel que combattre en pleine mêlée) peut durer 3 à 6 minutes en moyenne, en effet l'armure demeure quelque peu encombrante, malgré la qualité de sa conception, et le heaume restreint grandement le champ de vision et la respiration.
C'est lors de la guerre de Cent Ans que les armures, le temps de quelques années, ont réellement été lourdes, afin de garder les chevaliers des flèches anglaises, mais l'inefficacité du recours à une épaisseur supérieure en la matière, en plus d'un poids conséquemment accru, a vite fait abandonner le concept.
Il est parfois fait mention du harnois « plein » (ou plain), alors peint ou coloré par divers procédés tant pour des raisons d'ordre visuel qu'afin d'accroitre sa solidité.
Les défauts du harnois se trouvaient sous les bras et au niveau de la gorge, à la séparation entre le casque et le plastron. Les seules armes efficaces contre les harnois étaient :
- la hallebarde et la bardiche, dont la pointe permettait de transpercer l'aisselle du cavalier sans s'approcher et risquer un coup mortel de l'ennemi ou du cheval ;
- l’estoc (précurseur de la rapière) et la miséricorde, sorte de couteau à lame courte et large (lame de 15 à 35 cm de long, pour 4 à 8 cm de large à sa base) qui permettait d'égorger l'ennemi mis à terre en passant le couteau dans le défaut de l'armure, avant de le faire glisser sur l'arrondi de l'armure, de façon à ouvrir littéralement la gorge, comme on ouvrirait une boite de conserve ;
- les armes à feu.

Le harnois est demeuré en usage du XIIIe au XVIIe siècle et fut également la dernière armure médiévale.

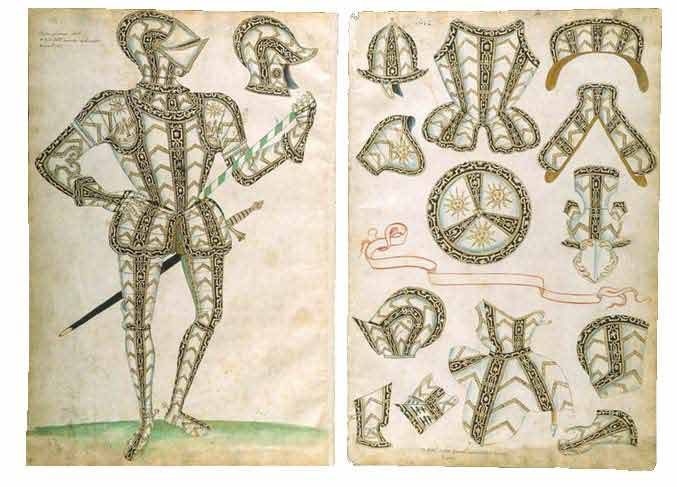
Harnois d'Henry Lee
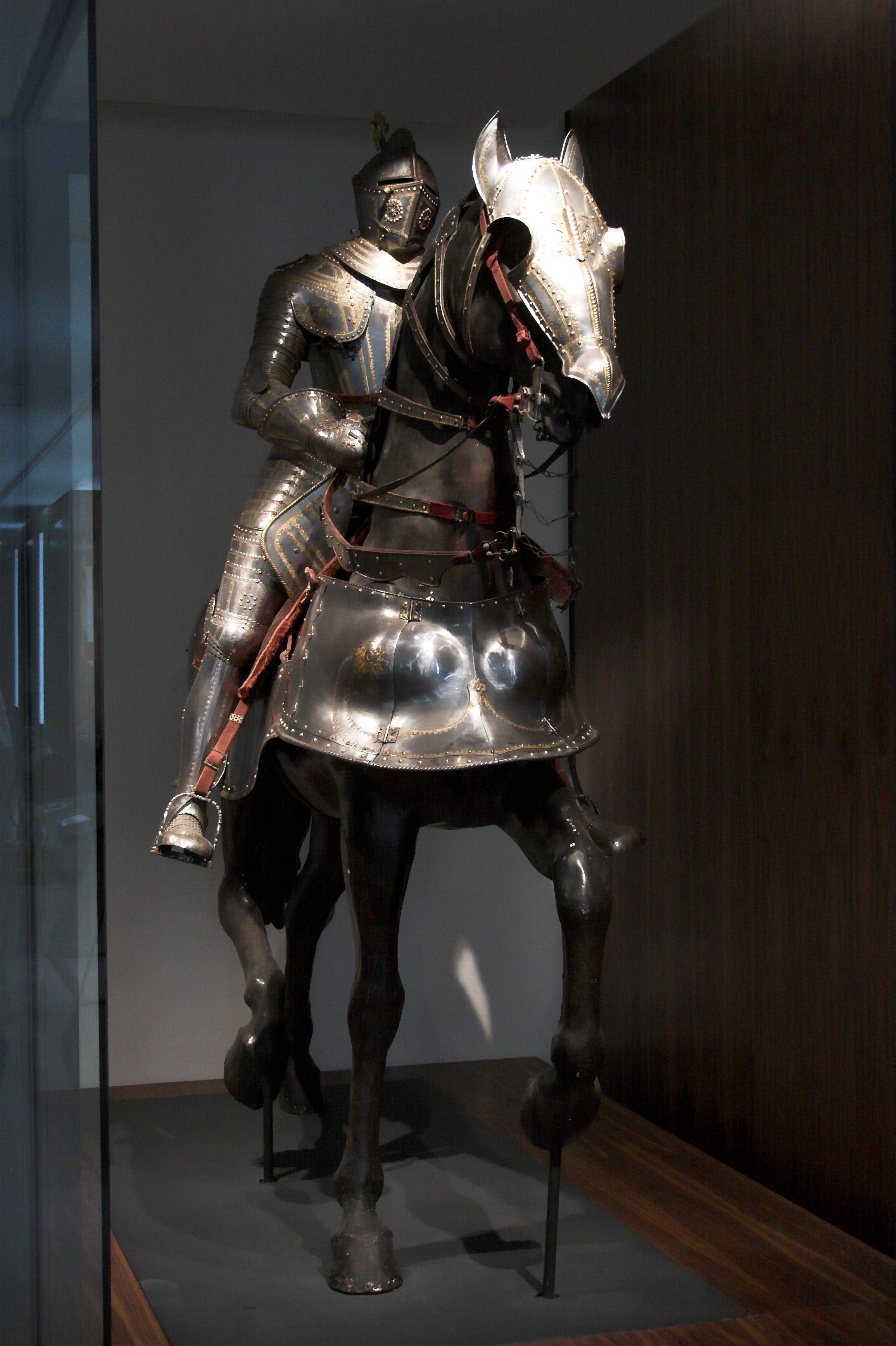
Armure de parement
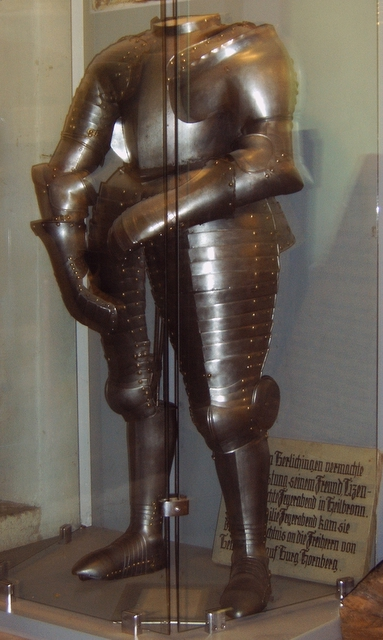
Harnois de Götz von Berlichingen (1480-1562).
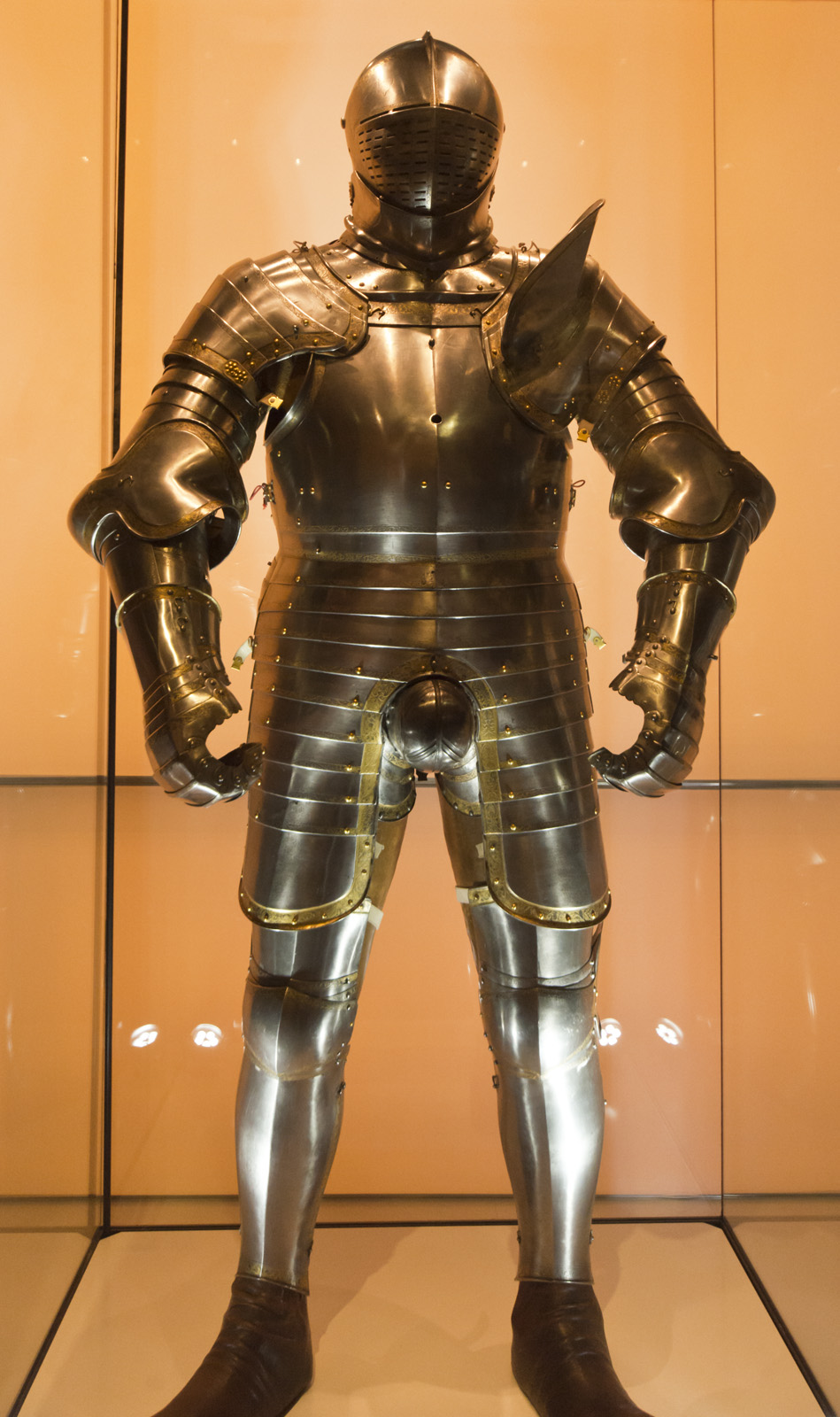
Armure de la Tour de Londres.
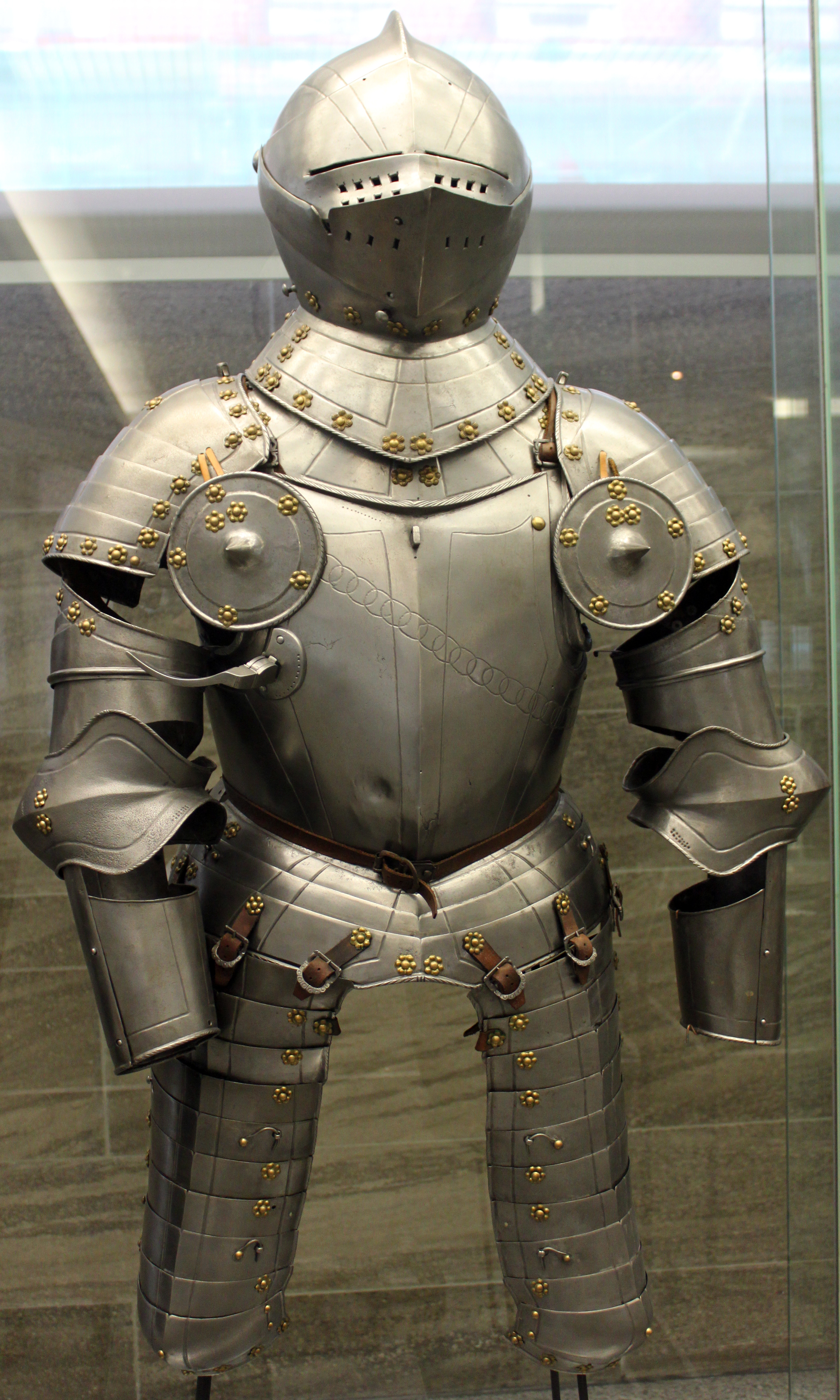
Armure de plates d'officier ; Braunschweig, 1550 ; Germanisches Nationalmuseum de Nuremberg.